# Feredeu

Ruinele feredeului domnesc al Curţii de la Hârlău (ctitoria lui Ștefan cel Mare)

Feredeul (din maghiară fürdő, în traducere „baie”, în italiană bagno turco) este o construcție specială destinată pentru a adăposti o baie cu aburi, după moda orientală.
Consta de obicei dintr-un corp de clădire patrulater, cu o sală mare boltită cu calotă semisferică suspendată pe pandantive. Feredeul era prevăzut cu un sistem de încălzire alcătuit dintr-o rețea de tuburi de olane cuprinse în pardoseală și în pereți.

## Varia
Denumirea de "feredeu" s-a păstrat în diverse toponime:
- Feredeni, Iași
- Mănăstirea Feredeu
- Obcina Feredeu
- Râul Feredeu etc.